# Грейтфул Дед
„Грейтфул Дед“ (на английски: Grateful Dead) е американска рок група, сформирана в Пало Алто, щата Калифорния, през 1965 година.
Групата е известна със своя еклектичен стил, съчетаващ елементи на рок, блус, джаз, фолк, кънтри, блуграс, рокендрол, госпъл, реге и уърлд мюзик с психеделия, с концертните си изпълнения на продължителни инструментални импровизации и с ентусиазираните си последователи, наричани „дедхедс“. Заради тяхното широко влияние и структурата на концертните им изпълнения „Грейтфул Дед“ са определяни като „пионерите кръстници на света на джем групите“.
Те са едни от участниците на Удсток през 1969. Групата се разпада след смъртта на Джери Гарсия през 1995 г.

## Дискография
| - 1966 Vintage Dead - 1966 Historic Dead - 1967 The Grateful Dead - 1968 Anthem Of The Sun - 1969 Aoxomoxoa - 1970 Live/Dead - 1970 Workingman’s Dead - 1970 American Beauty - 1971 Grateful Dead (Skull & Roses) - 1972 Europe '72 - 1973 History Of The Grateful Dead, Vol.1 - 1973 Wake Of The Flood - 1974 Grateful Dead From The Mars Hotel - 1975 Blues For Allah - 1976 Steal Your Face - 1977 Terrapin Station | - 1978 Shakedown Street - 1980 Go To Heaven - 1981 Reckoning - 1981 Dead Set - 1987 In The Dark - 1989 Built To Last - 1990 Without A Net - 1991 Infrared Roses - 1996 Grayfolded - 2000 So Many Roads (1965 – 1995) - 2001 The Golden Road (1965 – 1973) - 2002 Postcards Of The Hanging - 2004 Beyond Description - 2004 Rockin' The Rhine - 2005 Rare Cuts and Oddities 1966 |